# Louis de Frotté
Louis de Frotté (Alençon, 5 agosto 1766 – Verneuil-sur-Avre, 18 febbraio 1800) è stato un militare francese.
Si unì al Regio Esercito nel 1781, ed è stato al comando di unità di fanteria dal 1789, quando la rivoluzione francese è scoppiata. Frotté si unì agli emigrati, e servì nell'esercito prussiano e austriaco nel Ducato di Brunswick, che mirava a restaurare la monarchia in Francia.
Louis iniziò la sua carriera militare nel 1781 nel Régiment Colonel-Général. Ufficiale di fanteria durante la rivoluzione francese, aveva un carattere giovane, ardente e deciso. Succede nell'esercito di Brunswick dopo la fuga di Luigi XVI, in una nuova unità, i Les Chevaliers de la Couronne. Combatté contro l'esercito repubblicano nella battaglia di Valmy nel 1792 prima di emigrare in Italia e in Germania.

## Biografia

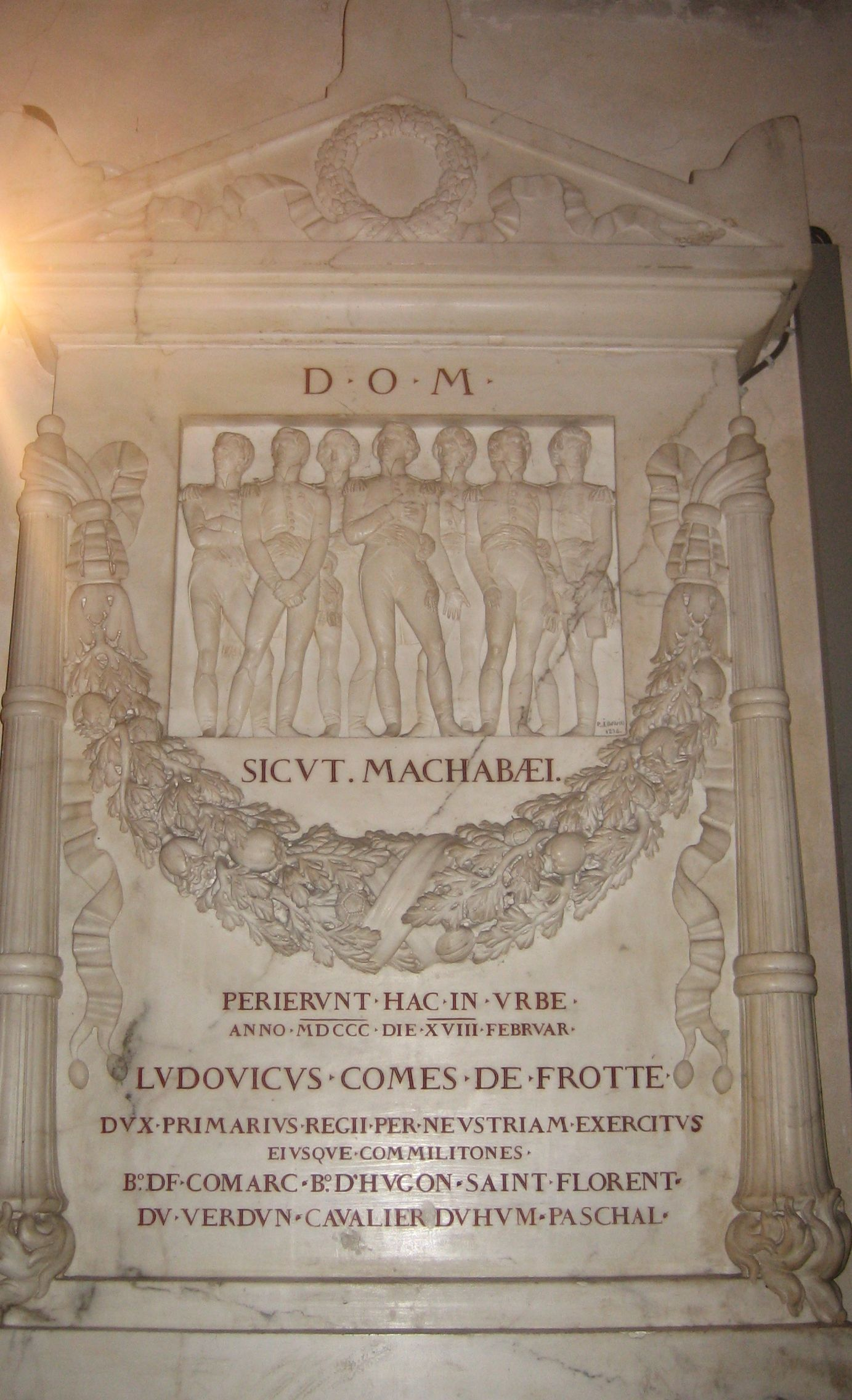
Cenotafio di Louis de Frotté

Louis nacque da Pierre Henry Frotté, scudiero, e da Agathe Clairambault: i due si erano sposati a Port-Louis, Bretagna, il 15 ottobre 1765.
Frotté combatté nella battaglia di Valmy nel 1792 e, dopo la fallimentare campagna di Brunswick, salpò per l'Inghilterra. Entrò a far parte del reggimento del visconte de Bussy, Les Chevaliers de la Couronne, avventurandosi in Bretagna più volte con i monarchici di Chouan.
Tornato in Normandia come recluta nel 1795, Frotté divenne ben presto uno dei leader della rivolta di Chouan. Nel 1796, tuttavia, le forze del generale Hoche segnarono diverse vittorie, sconfiggendo i Chouans e costringendo de Frotté a fuggire all'estero, dopo il respingimento del suo assalto a Tinchebray. Fu poi arruolato dal conte d'Artois, fratello minore di Luigi XVI, nel tentativo di avviare l'ennesima ribellione nella sua nativa Normandia.
Questa ribellione ebbe abbastanza successo, ma la salita al potere di Napoleone Bonaparte fu fatale a Frotté e al partito monarchico.
Il 15 febbraio 1800 venne arrestato dalle forze repubblicane e portato davanti a un tribunale militare, che lo condannò a morte per fucilazione. Fu giustiziato il 18 febbraio.
La sua tomba si trova nella chiesa della Madeleine Verneuil-sur-Avre.